# Маргарита Саксонська (1469—1528)
Маргарита Саксонська (нім. Margarete von Sachsen, 4 серпня 1469 — 7 грудня 1528) — саксонська принцеса з Ернестинської лінії Веттінів, донька курфюрста Саксонії Ернста I та баварської принцеси Єлизавети, перша дружина герцога Брауншвейг-Люнебургу, князя Люнебургу Генріха I.

## Біографія
Народилась 4 серпня 1469 року у Майсені. Була шостою дитиною та другою донькою в родині курфюрста Саксонії Ернста I та його дружини Єлизавети з Баварсько-Мюнхенського герцогства. Мала старшу сестру Крістіну і братів Фрідріха, Ернста, Адальберта та Йоганна. Згодом сімейство поповнилося молодшим сином Вольфгангом, який прожив лише п'ять років.
Шлюб батьків був щасливим. Матір значною мірою відповідала за ретельне виховання дітей та їхню освіту. В останні роки життя важко хворіла. Пішла з життя, коли Маргариті було 14. Батько, відомий як людина з добрим характером і визначними чеснотами, незважаючи на деяку запальність, більше не одружувався. У 1482 році він успадкував Тюрингію, однак, через невдоволення брата Альбрехта, розділив землі із ним згідно Лейпцизького договору, чим дуже послабив позиції Саксонії в імперії. Невдовзі після цього помер, впавши з коня.
У 17-річному віці Маргарита була видана заміж за 18-річного герцога Брауншвейг-Люнебургу, князя Люнебургу Генріха I. Вінчання пройшло 27 лютого 1487 року в Целле. Наречений перед цим шість років жив при саксонському дворі. Ймовірно, перемовини про його шлюб з Маргаритою, велися ще від 1469, коли батько Генріха, Оттон Брауншвейг-Люнебурзький, уклав союз із дядьком принцеси, Вільгельмом II. Саксонська сторона відкладала весілля до завершення розширення Цельського замку, оскільки замок і амт Целле були обіцяні Маргариті як удовина доля. У подружжя з'явилося семеро дітей.

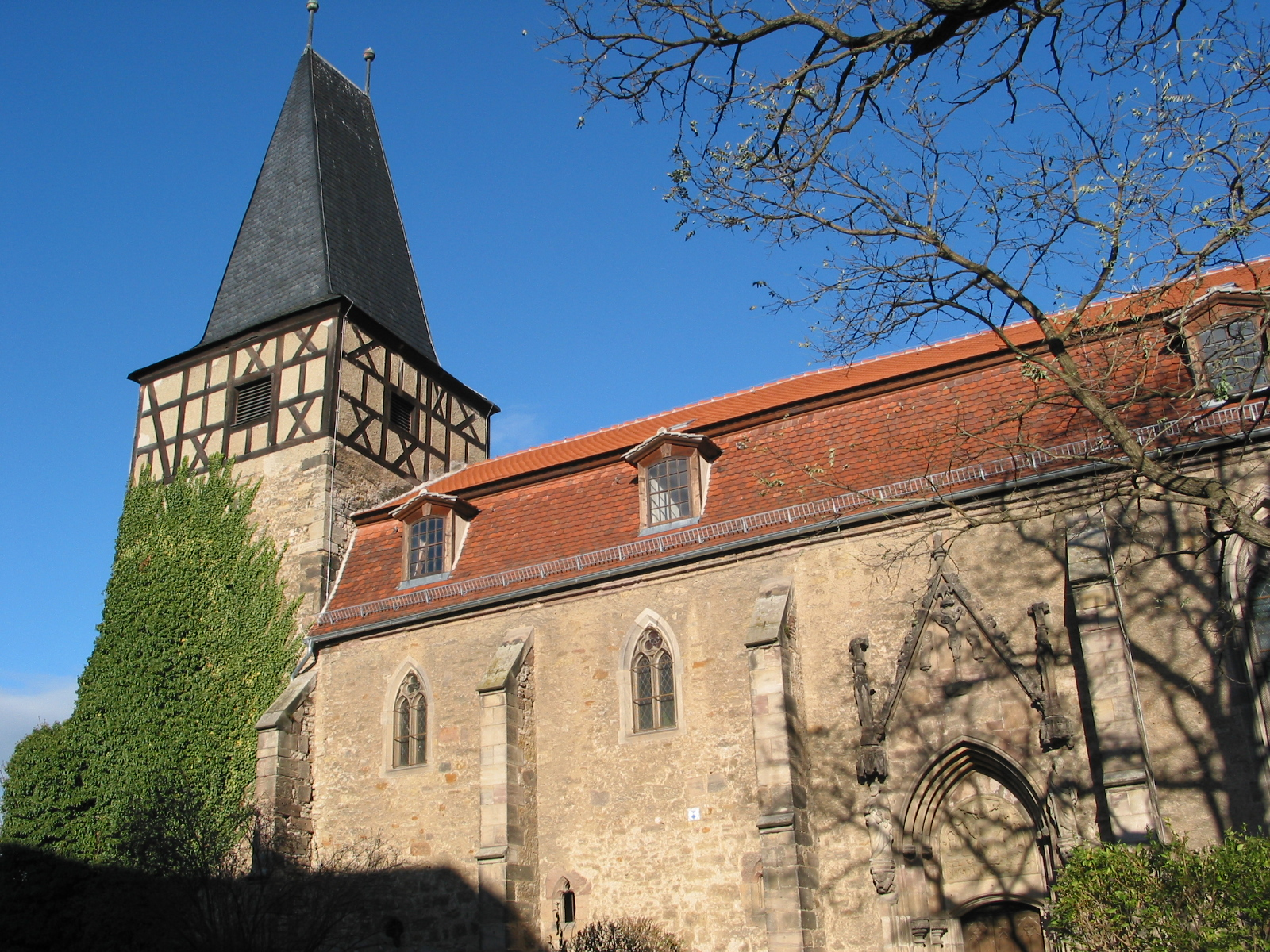
Кірха Святих Петра та Павла у Веймарі

У 1520 році Генріх на виборах Римського короля не підтримав, зрештою обраного, Карла Габсбурга, і, побоюючись переслідувань, відбув до французького двору, передавши владу синам. З того ж року мав коханку Анну фон Кампе, яка народила йому двох дітей. «Це ще більше загострило протиріччя між Генріхом і його морально чистим та суворим сином Ернстом, який став на бік серйозно ображеної матері», — писав Карл Бенрат у 1887 році.
7 грудня 1528 року Маргарита померла у Веймарі. Її поховали у місцевій кірсі Святих Петра і Павла.
Генріх відразу після цього узяв морганатичний шлюб із Анною фон Кампе.

## Родина

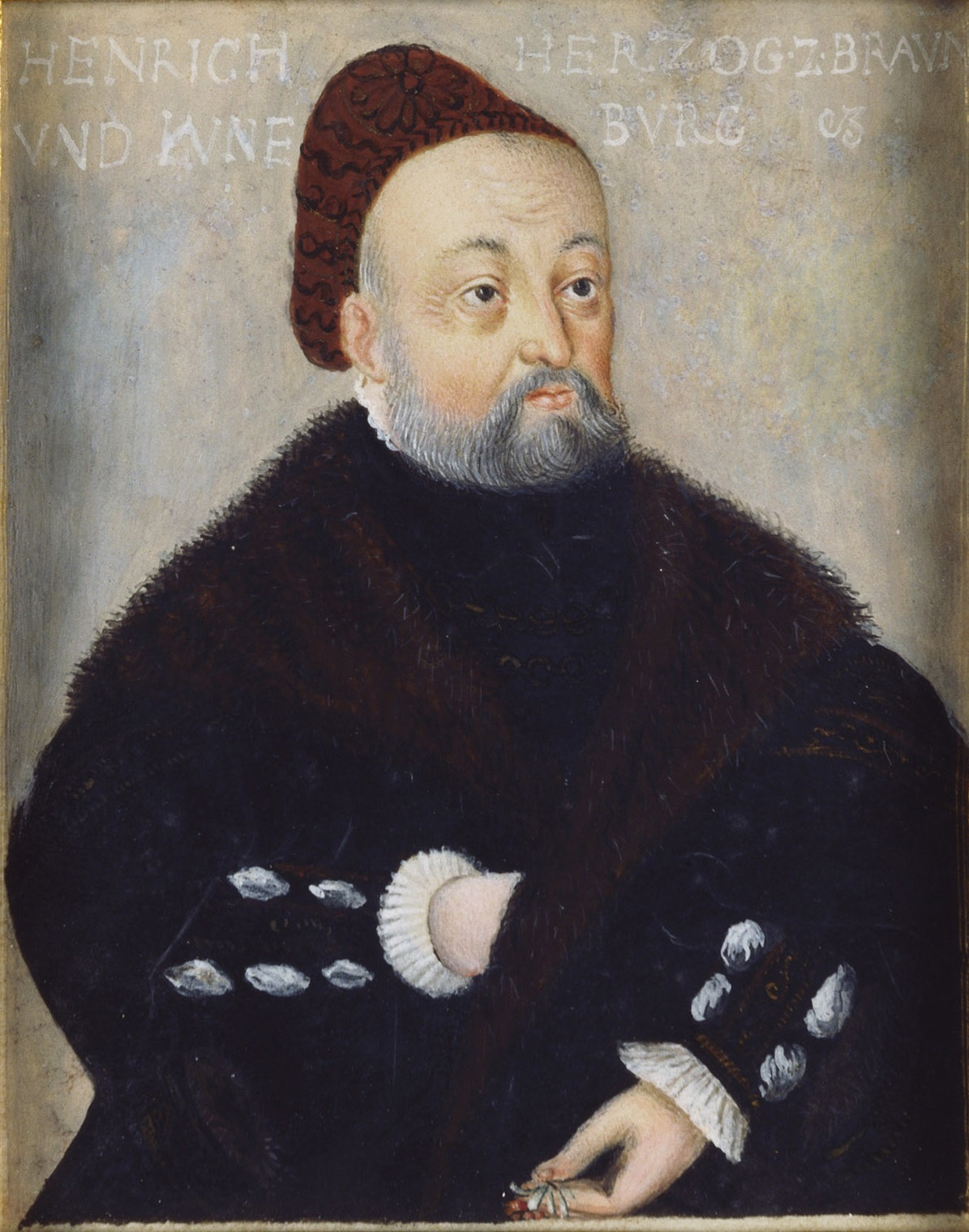
Портрет Генріха Брауншвейг-Люнебурзького

Чоловік — Генріха Брауншвейг-Люнебурзького
Діти:
- Анна (1492—?) померла в ранньому віці;
- Єлизавета (1494—1572) — дружина герцога Гелдерна Карла, дітей не мала;
- Оттон (1495—1549) — герцог Брауншвейг-Люнебургу, князь Люнебургу у 1520—1527 роках, барон Харбургу у 1527—1549, був одружений з Метою фон Кампе, мав семеро дітей;
- Ернст (1497—1546) — герцог Брауншвейг-Люнебургу, князь Люнебургу у 1520—1546 роках, Був одруженим із Софією Мекленбург-Шверінською, мав десятеро дітей;
- Аполлонія (1499—1571) — черниця;
- Анна (1502—1568) — дружина герцога Померанії та Щецину Барніма IX Благочестивого, мала семеро дітей;
- Франц (1508—1549) — герцог Брауншвейг-Люнебургу, герцог Гіфгорну у 1539—1549 роках, був одружений з Кларою Саксен-Лауенбурзькою, мав двох доньок.